# Парк Беле Воде
Парк Беле Воде је један од београдских паркова, а налази се у општини Чукарица.

## Локација и карактеристике парка
Парк се налази у општини Чукарица, насељу Беле Воде, по којем је и добио име. Оивичен је улицама Здравка Јовановића, Лепосаве Михаиловић, Ибарском магистралом и улицом Бело врело која га дели на два дела. У непосредној близини парка налази се Војнотехнички институт. Парк заузима површину од 7,7 хектара, спада међу веће у Београду и представља највећи приградски парк.
На простору парка налазе се спортски терени, дечја игралишта, шеталишта, летњиковци, теретана на отвореном и парк за псе. Парк је окружен боровом шумом, а у одређеној мери прилагођен је особама са инвалидитетом и особама са посебним потребама.
На иницијативу грађана овог дела града, реконструкција парка на Белим Водама почела је крајем 2010. године. Након годину дана рада, крајем 2011. године, део реконструкције парка је завршен, а свечаном отварању парка присуствовао је и тадашњи заменик градоначелника Београда Александар Шапић. Током новембра 2012. године започета је нова фаза реконструкције, када је почела изградња нових стаза и платоа, дечјих игралишта и реквизита, спортских терена са спортским реквизитима, парковског мобилијара и обнова комплетног зеленила у парку. На дечја игралишта постављене су гумене подлоге на 548 м², метлисан бетон на 605 м и бетонске коцке на 169 м². На кошаркашком терену замењени су кошеви и офарбана је ограда, а поред постојећег постављен је још један кош. Уређен је и фудбалски терен, који се налази у непосредној близини кошаркашког игралишта, ојачан травним семеном, а офарбани су и голови.
Стазе у парку пресвучене су асфалтом, укупно 4848 м², обновљено је 36.744 м² травњака. У оквиру рекострукције постављено је 57 ђубријера, 121 клупа са наслоном и 48 клупа без наслона. У парку се налазе и три чесме за пијаћу воду. Обнова парка на Белим Водама представљала је до 2012. године највећу инвестицију „Зеленила“ после парка Ташмајдан.